# Laborisme
El laborisme és un moviment polític, propi del Regne Unit i alguns altres països, similar a altres denominacions pròpies d'altres cultures polítiques, com la socialdemocràcia.

## Història
Defineix punt una orientació ideològica com a política. Sorgeix a mitjan segle xix, quan es va consolidar el moviment sindical britànic (les Trade Unions). Les seves manifestacions polítiques van ser inicialment com a grup de pressió, per passada a l'activitat política del moviment obrer i dels seus dirigents. Es sol utilitzar l'expressió corretja de transmissió per fer referència a la dependència sindical del Partit Laborista, mentre que en altres tradicions polítiques (especialment en el Partit Socialdemòcrata d'Alemanya i els partits comunistes) la iniciativa corresponia al partit, d'on es transmetia al sindicat.
El laborisme se situa en l'esquerra de l'espectre polític, com a part del socialisme d'origen marxista. A partir de finals del segle xix, el revisionisme va accentuar la moderació del laborisme britànic, renunciant a la perspectiva d'una revolució proletària i permetent que en la Primera Guerra Mundial es comportés com un partit més en suport de l'esforç bèl·lic, exigint únicament major justícia social o millores en les condicions laborals, en entendre que l'estratègia de recolzar a l'estat faria que pogués influir-se en ell en benefici de la classe treballadora. En el període d'entreguerres va arribar a ser partit de govern, encara que breument (Ramsay MacDonald, 1924). Al final de la Segona Guerra Mundial, el laborista Clement Attlee va derrotar electoralment a Winston Churchill (1945) i va iniciar una etapa d'aplicació de la política d'estat del benestar i de planificació estatal que incloïa la protecció social des del bressol fins a la tomba (vegeu Estat del benestar anglès).
La condició majoritària del sistema de representació parlamentària britànic va fer que el partit liberal (whig) funcionés com a partit frontissa entre el conservador (tory) i el laborista fins als anys setanta (governs d'Harold Wilson). Després del perllongat període conservador dels anys vuitanta i primers noranta (el thatcherisme, que insistia en l'eliminació del poder polític i social dels sindicats), la ubicació amb la qual se sol identificar el laborisme és marcadament centrista o de centre esquerra, en el que es denomina reformisme, social liberalisme o més freqüentment (amb el nom que va identificar la proposta d'Anthony Giddens) Tercera Via, aplicat als governs de Tony Blair i Gordon Brown, de finals dels noranta i la primera dècada del segle XXI.